# Льотчик-космонавт Російської Федерації
Почесне звання «Льотчик-космонавт Російської Федерації» (рос. почётное звание «Лётчик-космонавт Российской Федерации») — державна нагорода Російської Федерації.

## Історія нагороди
- 20 березня 1992 року Верховна Рада Російської Федерації прийняла Закон № 2555-I[1], яким встановила почесні звання «Льотчик-космонавт Російської Федерації», «Заслужений військовий льотчик Російської Федерації» та «Заслужений військовий штурман Російської Федерації». Законом також були затверджені положення та описи нагрудних знаків.

## Положення про почесне звання
1. Почесне звання «Льотчик-космонавт Російської Федерації» присвоюється Президентом Російської Федерації льотчикам-космонавтам, які здійснили видатні польоти в космос.
2. Присвоєння почесного звання «Льотчик-космонавт Російської Федерації» проводиться за поданням Міністерства оборони Російської Федерації та інших міністерств, відомств Російської Федерації, що здійснюють підготовку та керівництво польотами в космос, програму вивчення та освоєння космосу.
3. Особам, удостоєним почесного звання «Льотчик-космонавт Російської Федерації», вручаються грамота про присвоєння почесного
звання та нагрудний знак встановленого зразка.

### Порядок носіння
- Нагрудний знак «Льотчик-космонавт Російської Федерації» носиться на правому боці грудей і за наявності в осіб, удостоєних цього звання, орденів розміщується над ними.

## Опис нагрудного знака
- Нагрудний знак «Льотчик-космонавт Російської Федерації» являє собою срібний п'ятикутник з опуклим позолоченим обідком. Ширина знака 25 мм, висота 23,8 мм. У центрі знака розташоване зображення земної кулі з позначеної блакитним кольором територією Російської Федерації, виконане з емалі. Земна куля оперезана золотою орбітою супутника із супутником на орбіті. З зірочки, що позначає м. Москву, виходить друга золота орбіта, що переходить в емалевий шлейф золотого космічного корабля, який спрямовується в міжпланетний простір.
- У верхній частині над земною кулею поміщений опуклий золотий напис «Летчик-космонавт», а під земною кулею — опуклі золоті літери «Россия». У нижній частині знака розташовано дві опуклі золоті лаврові гілки.
- На зворотному боці нагрудного знака є номер знака.
- Знак за допомогою вушка і дужки кріпиться до позолоченої планки, покритої муаровою триколірною стрічкою згідно із забарвленням Державного прапора Російської Федерації. На задній стороні планки є нарізний штифт з гайкою для прикріплення знака до одязі.